# Kill Switch (2008)
Kill Switch ist ein US-amerikanischer Direct-to-Video-Thriller aus dem Jahre 2008 mit Steven Seagal, der auch das Drehbuch zum Film schrieb, in der Hauptrolle.

## Handlung
Detective Jacob King ist zwei Serienkillern auf der Spur. Der Ritzer versteht seine Morde als Kunst und schlitzt Astrosymbole in die Körper der Toten. Der zweite, Billy Joe Hill, vernäht C4-Sprengstoff mit der Brust seiner Opfer. Beide legen eine blutige Spur durch die Großstadt Memphis.
Immer wieder wird auf den Mord an Kings Bruder rückgeblendet.

## Kritik
Das Lexikon des internationalen Films urteilte, der Film sei ein „schlichter Actionfilm.“ Er verwirre „durch ein konzeptloses Montage-Gewitter wie durch zahlreiche gedoubelte Actionszenen.“ Es handle sich um eine „Mogelpackung mit vermeintlichem Hochglanz-Etikett.“